# Station Rumeln
Station Rumeln is een treinstation in het stadsdeel Rumeln-Kaldenhausen van de Duitse stad Duisburg en ligt aan de spoorlijn Rheinhausen - Kleve.